# Белокопытов, Александр Николаевич
Александр Николаевич Белокопытов (1873—1920) — русский военный  деятель, полковник  (1916). Герой Первой мировой войны, участник Гражданской войны на стороне Белого движения.

## Биография
В 1892 году вступил в службу после окончания Владимирского Киевского кадетского корпуса. В 1894 году после окончания Елисаветградского кавалерийского училища  произведён в корнеты и выпущен в Смоленский 3-й уланский полк. В 1898 году произведён в поручики,  в 1900 году  в штабс-ротмистры. В 1904 году после окончания Офицерской кавалерийской школы произведён в ротмистры.
С 1914 года участник Первой мировой войны. В 1915 году произведён в подполковники, в 1916 году в полковники, штаб-офицер 3-го Смоленского уланского полка. Высочайшим приказом от 16 октября 1916 года за храбрость награждён Георгиевским оружием :
За то, что в бою 6-го, 7-го и 8-го августа 1915 года удержал важный боевой участок у д. Головно, отбивая многочисленные атаки превосходных сил противника и, получив подкрепление, по собственной инициативе неожиданно перешёл в наступление, довёл атаку до удара холодным оружием, уничтожив два эскадрона и обратив в бегство другие два эскадрона противника, захватил с боя д. Куснище
После Октябрьской революции 1917 года служил в Добровольческой армии в составе ВСЮР. В 1920 году расстрелян большевиками в Крыму.

## Награды
- Орден Святого Станислава 3-й степени (1901)
- Орден Святой Анны 3-й степени (1903)
- Орден Святого Станислава 2-й степени с мечами (ВП 27.11.1914)
- Орден Святой Анны 4-й степени «За храбрость» (ВП 27.11.1914)
- Высочайшее благоволение (ВП 21.07.1916)
- Орден Святой Анны 2-й степени с мечами (Мечи — ВП 29.09.1916)
- Орден Святого Владимира 4-й степени с мечами и бантом (ВП 17.07.1915[3])
- Георгиевское оружие (ВП 16.10.1916)